# Élections sénatoriales de 1965 dans le Morbihan
Les élections sénatoriales dans le Morbihan ont lieu le dimanche 26 septembre 1965. Elles ont pour but d'élire les trois sénateurs représentant le département au Sénat pour un mandat de neuf années.

## Contexte départemental
Lors des élections sénatoriales du 26 avril 1959 dans le Morbihan, Joseph Yvon (Ind.D) a été élu au 1er tour. Marcel Lambert (RI) et Victor Golvan (UNR) l'ont été au 2d tour.
Depuis, tous les effectifs du collège électoral des grands électeurs ont été renouvelés, avec les élections législatives de 1962, les élections cantonales de 1961 et 1964 et les élections municipales de 1965.

## Rappel des résultats de 1959
| Candidat et parti politique | Candidat et parti politique | Candidat et parti politique | Premier tour | Premier tour | Second tour | Second tour |
| Candidat et parti politique | Candidat et parti politique | Candidat et parti politique | Voix         | %            | Voix        | %           |
| --------------------------- | --------------------------- | --------------------------- | ------------ | ------------ | ----------- | ----------- |
|                             | Joseph Yvon                 | Ind.D                       | 784          | 57,27        |             |             |
|                             | Marcel Lambert              | RI                          | 618          | 45,14        | 808         | 62,59       |
|                             | Louis Le Leannec            | RI                          | 535          | 39,08        | 499         | 38,65       |
|                             | Victor Golvan               | UNR                         | 444          | 32,43        | 719         | 55,69       |
|                             | Joseph Cadic                | PPUS                        | 280          | 20,45        | Retrait     | Retrait     |
|                             | Jean Le Coutaller           | SFIO                        | 250          | 18,26        | Retrait     | Retrait     |
|                             | Honoré Lelièvre             | UNR                         | 235          | 17,16        | 274         | 21,22       |
|                             | Louis Le Moënic             | SFIO                        | 217          | 15,85        | Retrait     | Retrait     |
|                             | François Giovannelli        | SFIO                        | 205          | 14,97        | Retrait     | Retrait     |
|                             | Joseph Allanic              | PCF                         | 95           | 6,94         | 52          | 4,03        |
|                             | Marie Le Fur                | PCF                         | 91           | 6,65         | 47          | 3,64        |
|                             | Louis Le Hen                | PCF                         | 91           | 6,65         | Retrait     | Retrait     |
|                             | Joseph Le Digabel           | UNR                         |              |              | 0           | 0,00        |
|                             |                             |                             |              |              |             |             |
| Inscrits                    | Inscrits                    | Inscrits                    | 1 398        | 100,00       | 1 398       | 100,00      |
| Abstentions                 | Abstentions                 | Abstentions                 | 9            | 0,64         | 4           | 0,28        |
| Votants                     | Votants                     | Votants                     | 1 389        | 99,35        | 1 394       | 99,71       |
| Blancs et nuls              | Blancs et nuls              | Blancs et nuls              | 20           | 1,43         | 103         | 7,37        |
| Exprimés                    | Exprimés                    | Exprimés                    | 1 369        | 97,92        | 1 291       | 92,34       |

## Sénateurs sortants
| Sénateur | Sénateur       | Parti | Fonctions lors de l'élection en 1959                           |
| -------- | -------------- | ----- | -------------------------------------------------------------- |
|          | Victor Golvan  | UNR   | Conseiller général et maire de Quiberon                        |
|          | Marcel Lambert | RI    | Maire de Pontivy                                               |
|          | Joseph Yvon    | Ind.D | Conseiller général de Groix et conseiller municipal de Lorient |

## Présentation des candidats et des suppléants
Les nouveaux représentants sont élus pour une législature de 9 ans au suffrage universel indirect par les 1 417 grands électeurs du département. Dans le Morbihan, les sénateurs sont élus au scrutin majoritaire à deux tours. Leur nombre reste inchangé, 3 sénateurs sont à élire. On compte 10 candidats dans le département, chacun avec un suppléant, dont 1 candidature individuelle.
| Liste ouvrière et paysanne pour une démocratie nouvelle |  |                     |         |                                                           |  |  |  |  |
| T                                                       |  | Jean Maurice        | PCF     | Maire de Lanester                                         |  |  |  |  |
| S                                                       |  |                     | PCF     |                                                           |  |  |  |  |
| T                                                       |  | Eugène Crépeau      | PCF     | Maire d'Hennebont                                         |  |  |  |  |
| S                                                       |  |                     | PCF     |                                                           |  |  |  |  |
| T                                                       |  | Louis Nogues        | PCF     | Maire de Mauron                                           |  |  |  |  |
| S                                                       |  |                     | PCF     |                                                           |  |  |  |  |
| Liste d'action démocratique et sociale                  |  |                     |         |                                                           |  |  |  |  |
| T                                                       |  | Louis Le Moënic     | SFIO    | Conseiller général de Plouay et maire d'Inguiniel         |  |  |  |  |
| S                                                       |  | Yves Demaine        | SFIO    | Adjoint au maire de Lorient                               |  |  |  |  |
| T                                                       |  | Jean-Marie Le Priol | SFIO    | Conseiller général de Baud                                |  |  |  |  |
| S                                                       |  | Michel Masson       | SFIO    | Conseiller municipal de Pontivy                           |  |  |  |  |
| T                                                       |  | Louis Uguen         | SFIO    | Conseiller municipal de Séné                              |  |  |  |  |
| S                                                       |  | Arsène Bigno        | SFIO    | Adjoint au maire de Cléguérec                             |  |  |  |  |
| Liste d'entente républicaine                            |  |                     |         |                                                           |  |  |  |  |
| T                                                       |  | Joseph Yvon         | Ind.D   | Sénateur sortant, conseiller général de Groix             |  |  |  |  |
| S                                                       |  |                     | Ind.D   |                                                           |  |  |  |  |
| T                                                       |  | Marcel Lambert      | RI      | Sénateur sortant, maire de Pontivy                        |  |  |  |  |
| S                                                       |  |                     | RI      |                                                           |  |  |  |  |
| T                                                       |  | Victor Golvan       | UNR-UDT | Sénateur sortant, conseiller général et maire de Quiberon |  |  |  |  |
| S                                                       |  |                     | UNR-UDT |                                                           |  |  |  |  |
|                                                         |  |                     |         |                                                           |  |  |  |  |
| T                                                       |  | Roger de Vitton     | RI      | Ancien adjoint spécial de Keryado-Lorient                 |  |  |  |  |
| S                                                       |  |                     | RI      |                                                           |  |  |  |  |

## Résultats
|                | Joseph Yvon         | Ind.D          | 876   | 63,29  |  |  |
|                | Marcel Lambert      | RI             | 875   | 63,22  |  |  |
|                | Victor Golvan       | UNR-UDT        | 722   | 52,17  |  |  |
|                | Roger de Vitton     | RI             | 307   | 22,18  |  |  |
|                | Louis Le Moënic     | SFIO           | 260   | 18,78  |  |  |
|                | Jean-Marie Le Priol | SFIO           | 238   | 17,19  |  |  |
|                | Louis Uguen         | SFIO           | 215   | 15,53  |  |  |
|                | Eugène Crépeau      | PCF            | 169   | 12,21  |  |  |
|                | Jean Maurice        | PCF            | 165   | 11,92  |  |  |
|                | Louis Nogues        | PCF            | 158   | 11,41  |  |  |
|                |                     |                |       |        |  |  |
| Inscrits       | Inscrits            | Inscrits       | 1 417 | 100,00 |  |  |
| Abstentions    | Abstentions         | Abstentions    | 5     | 0,35   |  |  |
| Votants        | Votants             | Votants        | 1 412 | 99,65  |  |  |
| Blancs et nuls | Blancs et nuls      | Blancs et nuls | 28    | 1,97   |  |  |
| Exprimés       | Exprimés            | Exprimés       | 1 384 | 97,67  |  |  |